# كونستانس شابمان
كونستانس شابمان (بالإنجليزية: Constance Chapman)‏ هي ممثلة بريطانية (وحملت سابقاً جنسية المملكة المتحدة لبريطانيا العظمى وأيرلندا)، ولدت في 29 مارس 1912 في المملكة المتحدة، وتوفيت بنفس المكان في 10 أغسطس 2003.

## وصلات خارجية
- كونستانس شابمان على موقع IMDb (الإنجليزية)
- كونستانس شابمان على موقع ميوزك برينز (الإنجليزية)
- كونستانس شابمان على موقع قاعدة بيانات الفيلم (الإنجليزية)